# Cainde
Cainde ist eine Ortschaft in Angola.

## Geschichte
Die Gemeinde Cainde wurde 1916 unter portugiesischer Kolonialverwaltung geschaffen. Nach der Unabhängigkeit des Landes 1975 blieb sie eine Gemeinde im Kreis Virei.

## Verwaltung
Cainde ist Sitz einer gleichnamigen Gemeinde (Comuna) im Landkreis (Município) von Virei, in der Provinz Namibe. In der Gemeinde leben etwa 12.500 Einwohner (Schätzung 2013). Die Volkszählung 2014 soll fortan gesicherte Bevölkerungsdaten liefern.
Die Gemeinde umfasst sieben Ortschaften:
- Huncida
- Hanja
- Mungotunda
- Vitchaviva
- Luvar
- TChakuto
- Sayona (auch Saiona)

## Wirtschaft
Die Gemeinde ist landwirtschaftlich geprägt. Es herrschen Ackerbau und Weideviehzucht zur Selbstversorgung vor.
Der ehemals bedeutende Abbau von Granit und Marmor, insbesondere bei Sayona, soll wieder aktiviert werden und wirtschaftliche Impulse geben.